# 257 aC
El 257 aC va ser un any del calendari romà prejulià. Durant la República i l'Imperi Romà, era conegut com a any del consolat de Règul i Blasió (o també any 497 ab urbe condita). L'ús del nom «257 aC» per referir-se a aquest any es remunta a l'alta edat mitjana, quan el sistema Anno Domini va ser el mètode de numeració dels anys més comú a Europa.

## Esdeveniments

### Roma
- Aquest any són elegits cònsols Gai Atili Règul Serrà i Gneu Corneli Blasió.[2]
- Règul Serrà fa la guerra als cartaginesos en el transcurs de la Primera Guerra Púnica, derrotant la flota enemiga en la batalla de Tíndaris davant d'aquesta ciutat i prop de les illes Lipari però pateix considerables pèrdues. Va ocupar Lipara i també l'illa de Malta que saqueja. Quan torna a Roma rep els honors del Triomf naval.[3][4]
- Hieró II, tirà de Siracusa, havia permès als cartaginesos d'utilitzar Tíndaris com a base. Després de la batalla, però, la ciutat cau en mans romanes, i també Lipari, a l'illa del mateix nom.[5]

### Vietnam
- Al 257 o potser al 258 aC, An Dương Vương (Thục Phán), cap de la tribu Thục dels Âu Việts, derrota la Confederació Văn Lang i unifica totes les tribus Âu Việt i Lạc Việt, fundant així el Regne d'Âu Lạc i la Dinastia Thục.[6]

### Sri Lanka
- Mahasiva, fill de Mutasiva, és nomenat rei d'Anuradhapura. Governarà fins al 247 aC.[7]

## Naixements
- Aristòfanes de Bizanci (data aproximada), director de la Biblioteca d'Alexandria.[8]

## Necrològiques
- Bai Qi ((xinès) 白起;), conegut per Ren Tu (人屠 "carnisser"), general de l'Estat de Qin, un dels Regnes Combatents de la Xina. Militar destacat, es diu que en els trenta anys que va comandar els exèrcits de Qin no va ser mai vençut. Fan Sui, el Rei de Qin força Bai Qi a suïcidar-se, per haver-se negat a comandar l'exèrcit.[9]